# Sojka zlověstná
Sojka zlověstná (Perisoreus infaustus) je středně velký druh pěvce z čeledi krkavcovitých.

## Znaky
Menší než sojka obecná, zhruba velikosti brávníka (délka těla 26–29 cm). Zbarvení je převážně šedohnědé a hnědorůžové, s tmavohnědým temenem a o něco světlejším hnědobílým hrdlem. V letu jsou dobře patrná rezavohnědá pole u ohbí křídel, kořene ocasu a na jeho stranách. Pohlaví jsou zbarvena stejně.

## Výskyt
Hnízdí v severských jehličnatých lesích, zvláště ve starších, hustých porostech s lišejníky. Stálá. V lidových pranostikách byl její výskyt považován za předzvěst blížícího se neštěstí. V lednu 1968 byla poprvé zaznamenána také na území České republiky, jednalo se však o jedince uprchlého ze zajetí.

## Odkazy

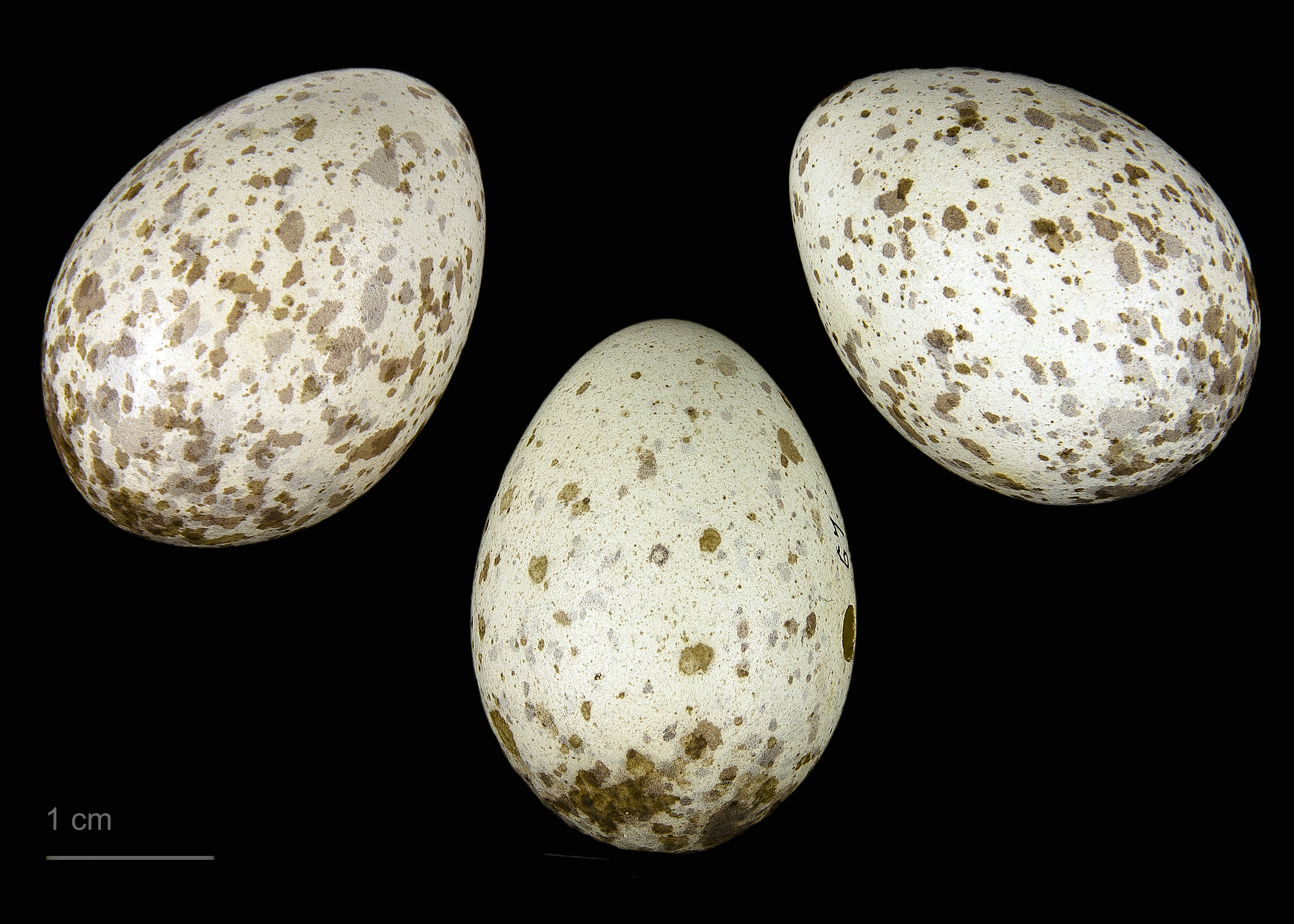
Perisoreus infaustus infaustus